# Джозеф Вортон
Джозеф Вортон (англ. Joseph Wharton; 1826—1909) — американський підприємець і філантроп, засновник бізнес-школи Вортона при Університеті Пенсільванії, один із засновників компанії Bethlehem Steel.
На честь Джозефа Вортона названо один із заповідників США — Вортон Стейт Форест.